# Pauh Agung
Pauh Agung is een bestuurslaag in het regentschap Bungo van de provincie Jambi, Indonesië. Pauh Agung telt 868 inwoners (volkstelling 2010).